# 올레나 보로니나
올레나 볼로디미리우나 보로니나(우크라이나어: Оле́на Володи́мирівна Воро́ніна, 1990년 5월 5일~)는 우크라이나의 펜싱 선수로 주 종목은 펜싱이다. 2016년 하계 올림픽에서 여자 사브르 단체전 은메달을 획득했고 세계 선수권 대회에서 금메달 1개, 은메달 1개, 동메달 1개를 획득했다.